# Paikiniana
Paikiniana là một chi nhện trong họ Linyphiidae.